# 戴维·沃廉姆斯
戴维·愛德華·沃廉姆斯 OBE（英語：David Edward Walliams，1971年8月20日—，出生姓Williams，Walliams在某些地方也见译爲「威廉姆斯」） 是一位英格兰喜劇演員、编剧、儿童作家和演员。知名于在情景喜剧《小不列颠》上与马修·卢卡斯的合作演出。最近，他俩自编自演了《伴我双飞》。
沃廉姆斯自2012年至2022年成为英国达人的评委之一。

## 作品

### 電影
- 2019年：《謀殺疑雲（英语：Murder Mystery (film)）》飾演 Tobias Quince